# Notebook Hardware Control

## Présentation
NoteBook Hardware Control, surnommé NHC est un logiciel de régulation de la consommation et de configuration pour ordinateur portable. Ce logiciel, anciennement dénommé Centrino Hardware Control (alias CHC) fonctionne sous Microsoft Windows et a pour buts principaux de :
- contrôler la consommation d'énergie des composants de la machine ;
- augmenter l'autonomie ;
- refroidir le système et réduire la consommation globale ;
- suivre l'état des composants pour éviter des problèmes systèmes ;
- rendre l'ordinateur portable plus silencieux.

## Fonctionnalités
Ces objectifs sont tenus en faisant appel à de nombreuses fonctions. La totalité de ces fonctions sont accessibles par le biais d'une seule et unique interface de configuration, divisée en plusieurs onglets pour une classification plus précise.

### État du système
Cette section permet de visualiser rapidement l'état matériel de l'ordinateur portable. Les paramètres affichés sont :
- fréquence CPU, charge CPU, profil CPU et tension d'alimentation
- taux de charge/décharge de la batterie, autonomie restante
- températures CPU, boîtier et disque dur
- fréquence du GPU et de la RAM associée.
- temps de fonctionnement (uptime)

### Profil de gestion
Il est possible de personnaliser les profils de fonctionnement du CPU. Ces profils influent sur la façon dont le processeur va être régulé en fonction de la charge du système. Les profils disponibles sont :
- Max Performance laisse le CPU à sa fréquence de fonctionnement maximale
- Battery optimized laisse le CPU à sa fréquence de fonctionnement minimale
- Max battery laisse le CPU à sa fréquence de fonctionnement minimale, en permettant quelques accélérations en fonction de la charge et le la capacité restante de la batterie
- Dynamic switching fait automatiquement basculer la fréquence de fonctionnement du CPU en fonction de l'utilisation.

### Seuils de changement dynamique
Les règles de changement de fréquence de fonctionnement du CPU peuvent être facilement changées.
Les coefficients multiplicateurs min et max sont modifiables pour restreindre la gamme de fréquences du processeur et optimiser au mieux ses performances. Il est aussi proposé de changer les seuils de passage d'une fréquence à la fréquence suivante et précédente, afin d'avoir un contrôle maximal sur les conditions de fonctionnement du processeur.

### Contrôle de la tension
Changer la tension d'alimentation du CPU par défaut permet de réduire la dissipation thermique, la consommation électrique, et donc d'augmenter l'autonomie.
Le paramétrage d'une nouvelle tension implique un court test afin de vérifier le bon fonctionnement de la machine avec ce nouveau paramètre. Si la tension est trop faible, le système peut arrêter de répondre et il sera alors nécessaire de redémarrer la machine.
Important : Même si le test rapide de stabilité semble correct, rien ne garantit la stabilité du processeur sur une longue période. Pour cela il est recommandé d'utiliser le test complet de stabilité CPU (voir ci-dessous), ou de faire appel à des logiciels tiers tels que OCCT, Hot CPU Tester, ou Prime95 du GIMPS.

### Test de stabilité CPU
Le test de stabilité permet de déterminer si le CPU est stable avec les tensions d'alimentation sélectionnées, sous une charge de calcul importante. 
Les variations et les fluctuations de tension du CPU peuvent affecter la stabilité du système. Il est donc conseillé de garder une marge de + 10 % à + 20 % afin de garantir un bon fonctionnement dans toutes les conditions.

### Contrôle d'ACPI
Les fonctions d'ACPI de NHC offrent la possibilité de suivre la configuration et l'état actuel du système.
Le système de contrôle ACPI repose sur des classes en Open Source codées dans le langage C#. Il est donc possible de créer des nouvelles classes pour étendre la compatibilité du système de contrôle ACPI à de nouvelles machines.
Pour plus d'informations, consultez la page officielle
De façon générale, l'ACPI permet de contrôler la luminosité de l'écran, de gérer l'alimentation de certains composants (comme la carte Wi-Fi), ou encore de spécifier les règles de fonctionnement du système de ventilation.

### Informations thermiques
Le suivi des températures fait appel à toutes les sondes de températures de la machine remontées par l'ACPI, comme :
- Température actuelle
- Température de dissipation active : Seuil de déclenchement du système de dissipation actif (ventilateur)
- Température de dissipation passive : Seuil d'arrêt du système de dissipation actif
- Température critique : seuil pour lequel le système d'exploitation décide d'éteindre la machine.

### Batterie
NHC autorise le suivi précis de l'état de la batterie du portable. On compte :
- l'état (en fonctionnement / en charge) ;
- niveau de charge (en %) ;
- autonomie restante ;
- tension actuelle ;
- capacité maximale actuelle (dépend du nombre de cycles de la batterie, de son âge, de son état et des conditions d'utilisation) ;
- capacité maximale nominale (capacité théorique pour ce modèle de batterie).

Il est possible de mettre en place une icône visuelle indiquant l'état en temps réel de la batterie dans la barre des tâches. Dans ce cas l'icône par défaut est supprimée, pour être remplacée par celle, plus lisible, de NHC.

### Contrôle de la carte graphique
Les cartes graphiques ATI sont dotées d'un système de gestion de l'énergie appelé PowerPlay, et leurs homologues nVidia possèdent un système comparable dénommé PowerMIzer. Plusieurs profils sont accessibles via l'interface de NHC :
- Performance : Offre des prestations optimales. Ce profil est conseillé lors de l'utilisation de logiciels nécessitant beaucoup de ressources matérielles, tels que les jeux ou les applications 3D.
- Econome : Permet de limiter au mieux la consommation électrique du GPU, et optimise ainsi l'autonomie de la machine. Ce profil est recommandé lorsque la puissance graphique pour des modélisations complexes en 3D n'est pas requise, typiquement du travail bureautique.
- Equilibré : Donne le meilleur compromis Performance / Economie, en permettant d'ajuster à la volée le profil de la carte suivant la charge.

Pour les cartes ATI, il est également possible de changer les fréquences du GPU et de la RAM qui lui est associée, pour obtenir : 
- des performances optimales en faisant appel à l'overclocking
- une meilleure autonomie réduire d'autant plus la chaleur en utilisant le downclocking

### Paramètres dudisque dur
Les disques durs équipant les ordinateurs portables actuels possèdent plusieurs paramètres internes :
- Temps de fonctionnement : durée de fonctionnement du disque depuis sa mise en service. Cette information correspond au temps d'uptime du disque dur.
- Gestion d'énergie : durée avant arrêt de la rotation en cas de non-utilisation du disque dur. Cette valeur est dépendante du mode de fonctionnement du portable (secteur / batterie).
- Gestion acoustique : Certains disques durs peuvent optimiser leur temps de recherche (vitesse de mouvement des têtes du disque) en fonction des besoins de l'utilisateur. De cette manière, il est possible de paramétrer son disque pour obtenir les meilleures performances possibles, au prix d'un bruit important lors des accès, ou au contraire avoir un fonctionnement très silencieux mais plus lent.

Pour limiter le fonctionnement du disque dur à des températures anormalement élevée, une option permet de spécifier à partir de quelle température (sonde interne au disque dur) le processeur doit réduire son fonctionnement, voire provoquer l'arrêt de l'ordinateur.

### InformationsSMART
NHC fait appel à la technologie S.M.A.R.T (Self-Monitoring, Analysis and Reporting Technology) pour obtenir les attributs S.M.A.R.T du disque dur ainsi que ses températures, pour anticiper une possible défaillance du disque et prévenir les pertes de données. NHC informe l'utilisateur de tout fonctionnement du disque en dehors des seuils de tolérance, laissant le temps d'effectuer des sauvegardes ou de remplacer le disque défectueux par un nouveau modèle.

### Paramètres NHC
NHC bénéficie lui-même d'une configuration complète, permettant de définir le lancement automatique au démarrage de la machine, l'utilisation du service pour fonctionner même sur les comptes limités (non administrateur de la machine), et les profils NHC qui définissent plusieurs configurations globales de l'application.

## Limitations
La limitation actuelle la plus importante concerne sans aucun doute le niveau de support pour Windows Vista, la dernière génération de système d'exploitation Microsoft, qui utilise un accès aux ressources de l'ordinateur, et donc implique la refonte d'une partie de l'application.

## Licence

### Conditions d'utilisation
NHC est un logiciel gratuit dans le cadre d'un usage privé. L'édition professionnelle ajoute des fonctionnalités intéressantes pour certains utilisateurs privés, et est nécessaire dans le cadre d'un usage commercial. Ce logiciel ne bénéficie plus de mise à jour par son créateur.

### Fonctions de la version professionnelle
La fonction professionnelle permet le lancement automatique d'un processus chargé d'appliquer les profils définis sans avoir à charger l'application complète en mémoire.
Cette version apporte également le support de différents profils utilisateur, pouvant être facilement interchangés pour un plus grande souplesse d'utilisation.